# Joseph Worsley
 (juin 2020).
Pour les articles homonymes, voir Worsley.
Joseph Worsley est un joueur américain de volley-ball né le 16 juin 1997 à Moraga, Californie. Il joue passeur.  Lors de la saison 2020-2021, il joue dans l'équipe allemande de VfB Friedrichshafen,. Il évolue depuis la saison 2023-2024 en Marmara Spikeligue avec le CVB52.

## Palmarès

### En club
Big West Conference:
- 2018, 2019

Championnat NCAA:
- 2019

### Équipe nationale
Championnat d'Amérique du Nord de 19 ans:
- 2014

Championnat d'Amérique du Nord de 21 ans:
- 2016

Championnat d'Amérique du Nord:
- 2019